# 杰克逊环形山
杰克逊环形山(Jackson)是月球背面北半球一座年轻的大型撞击坑，约形成于哥白尼纪，其名称取自苏格兰天文学家约翰·杰克逊(John Jackson，1887年-1958年)，1970年被国际天文联合会批准接受。

## 描述

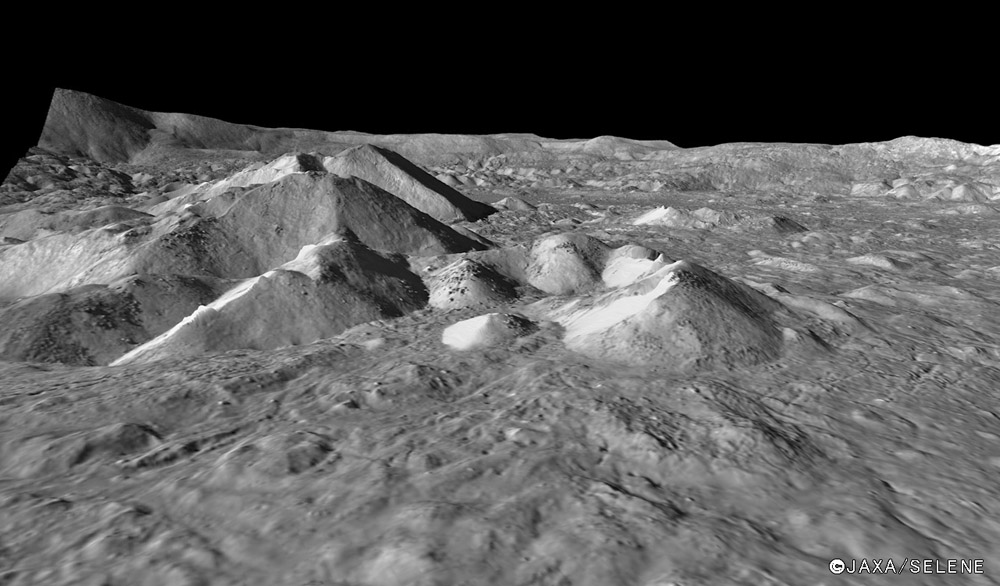
辉夜号低角度拍摄的杰克逊环形山中央山系。

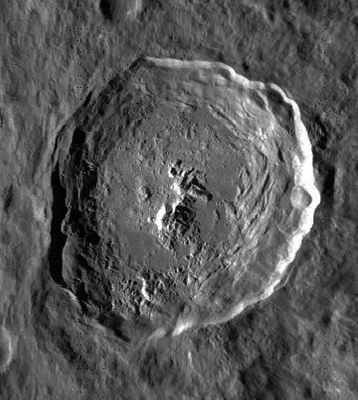
月球勘测轨道飞行器拍摄的杰克逊环形山。

该陨坑西邻马尔西陨石坑；东北靠近米纳尔环形山、布列季欣环形山坐落在它的东南；西南偏南则横亘着麦克马思环形山。该环形山的中心月面坐标为22°03′N 163°19′W / 22.05°N 163.32°W，直径71.38公里，深度2.76公里。
该环形山坑沿边缘清晰，磨损度不明显，其外观呈多边形状，东南侧边缘则更圆润。陨坑内侧壁显示有一些台地结构。
坑壁平均高出周边地形1290米，内部容积约4500公里³。

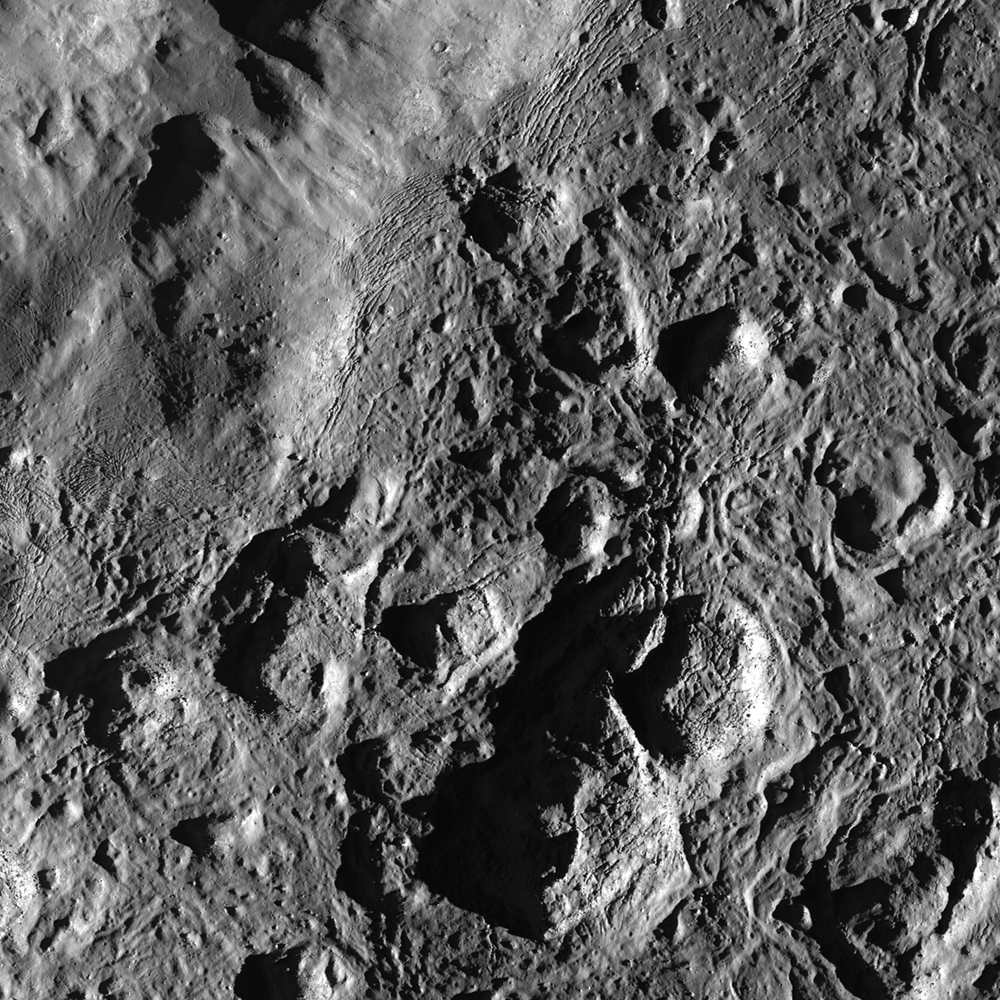
杰克逊环形山坑底西北部，月球勘测轨道飞行器拍摄。

碗状的坑底大体平整，但北部地区较崎岖，坐落着数座巨大的中央山丘；这些山丘主要由含85-90％(GNTA1)和80-85%(GNTA2)斜长石的辉长苏长岩包体和斜长岩、辉长苏长岩(AGN)构成。陨坑中有一处高反照率区，地表覆盖着凝固的熔岩。该环形山周围环绕着一圈形成时喷发的高反照率溅射层，并一直扩展至沿外侧壁分布的色泽更深的岩石带，距离超过陨坑自身的直径。
该环形山形成于一颗来自西北方天体的低角度撞击，并成为一明亮的非对称分布的射纹系统中心。射纹从中心向外扩散，并随距离的加大而逐惭暗淡，其中：东北和西南方向的射纹最强烈，以90度的扇形向外延伸达数百公里远；南面和东南方的射纹范围则较为狭窄。
陨坑底部很好地展示了撞击后，熔岩凝固过程中形成的多样化地质结构。流星(小行星或彗星)的撞击动能传递到月球表面后，通过加热导致岩石几乎瞬间熔化。绝大多数的熔岩都累积在陨坑中，部分被抛射出去，其中又有一部分会重新落回陨坑中冷却下来，以这种方式形成壮观的重叠结构。在撞击坑形成过程中很多跌落在内侧坡上的岩石仍未凝固，导致形成了波纹和挂滴状外观，当熔体冷却时岩石则会收缩、皲裂。

杰克逊环形山位于狄利克雷-杰克逊盆地的西北面。

## 卫星陨石坑

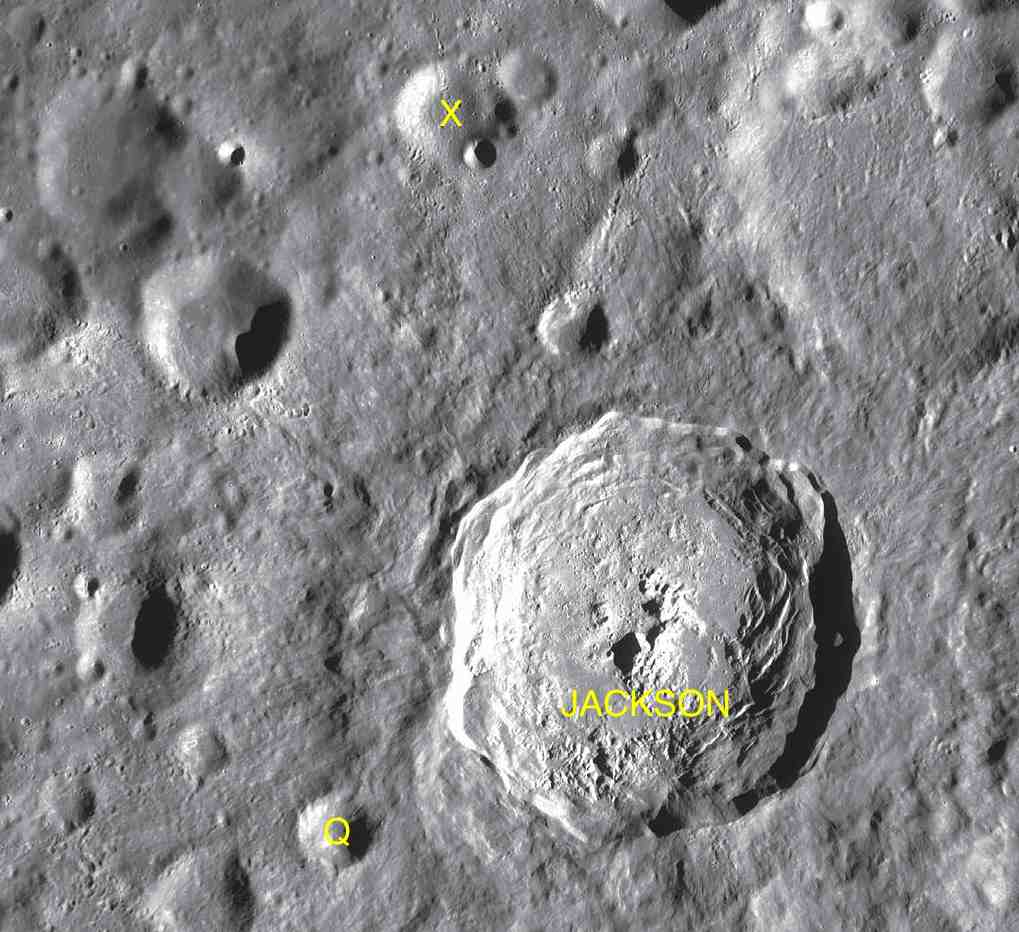
LAC-51 月图

按惯例，最靠近杰克逊环形山的卫星坑在月图上以字母标注在该坑中心点的旁边。
| 杰克逊 | 纬度    | 经度     | 直径    |
| ------ | ------- | -------- | ------- |
| Q      | 21.1° N | 164.7° W | 13 公里 |
| X      | 25.2° N | 164.3° W | 17 公里 |